# Sperone (Gioia dei Marsi)
Sperone è una frazione del comune italiano di Gioia dei Marsi, nella provincia dell'Aquila, in Abruzzo.

## Geografia fisica
L'originario paese disabitato, detto anche Sperone Vecchio o Torre Sperone, sorge in una posizione panoramica in località valico della Forchetta, a cavallo della scarpata di faglia del monte Serrone, a quota 1 224 m s.l.m. Il monte, incluso nell'area del parco nazionale d'Abruzzo, Lazio e Molise, separa la valle del Giovenco dalla piana del Fucino. Il territorio montano è attraversato dalla terminazione meridionale della faglia che il 13 gennaio 1915 generò il terremoto catastrofico dell'XI grado della scala Mercalli che sconvolse il territorio della Marsica causando oltre 30 000 vittime.
Il centro situato sotto la torre medievale fu quasi completamente distrutto dal sisma ed è stato ricostruito delocalizzando le abitazioni poco più a valle. Le mutate condizioni socio-economiche del XX secolo hanno spinto gli abitanti ad accettare un secondo trasferimento a Borgo Sperone, località contigua al paese fucense di Gioia dei Marsi, sede dell'omonimo comune.
Il vecchio paese, che può essere raggiunto soltanto attraverso un tortuoso sentiero che parte dalla strada statale 83 Marsicana, dista circa 5,2 chilometri dal capoluogo comunale.

## Storia

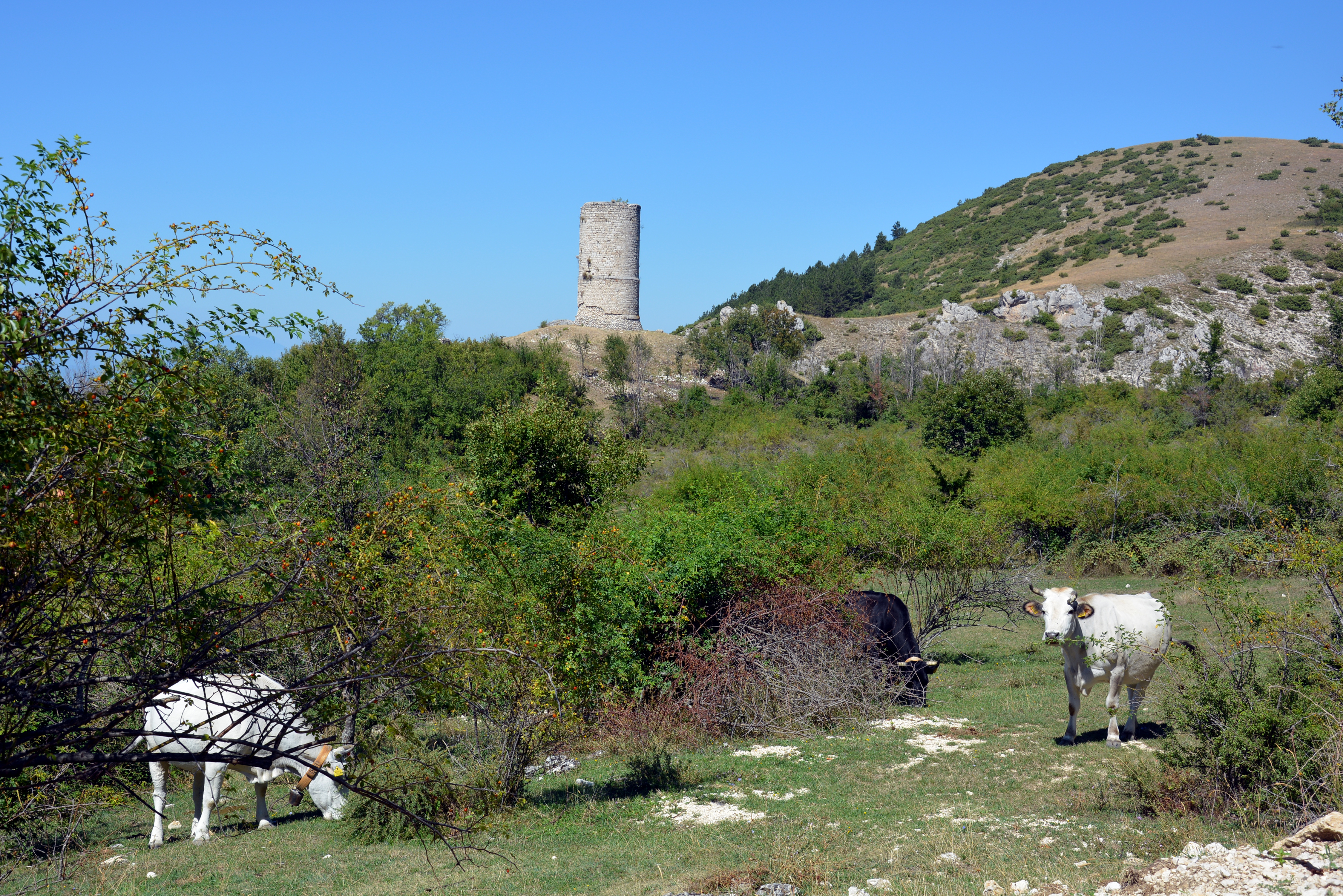
Veduta della torre del XIII secolo

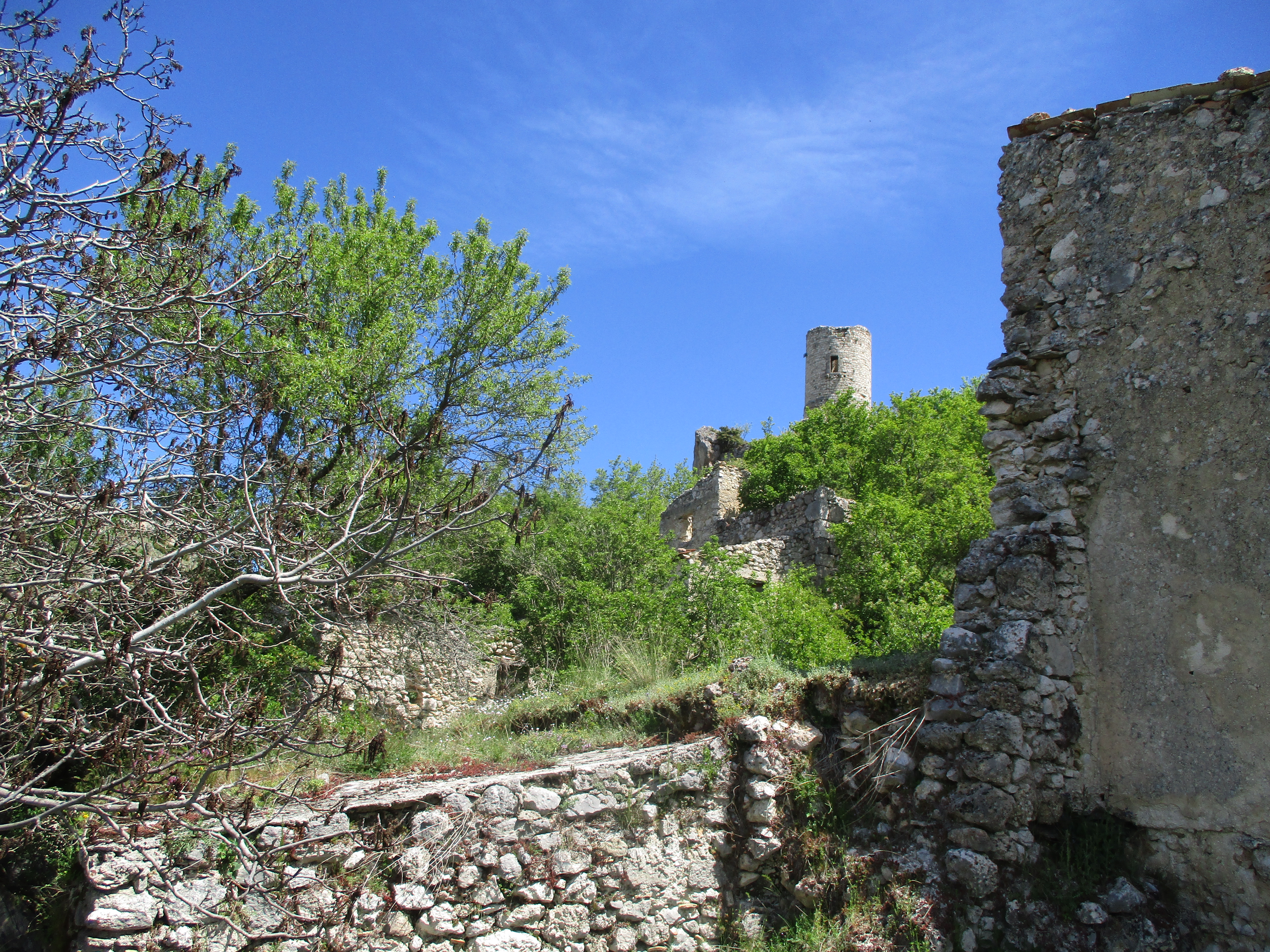
Ruderi dell'originario abitato di Sperone

Oppida (ocre in lingua marsa) ed alcuni santuari erano situati nella zona della torre di Sperone e intorno alla vicina cittadella di Gioia Vecchio che rappresentava un centro fortificato dei Marsi, secondo gli studi effettuati dallo storico ed antropologo Antonio De Nino.
Il toponimo ha origine da quello di due antichi castelli: Sparnasio, che deriverebbe dal dio greco Pan e Asinio che era situato sul sentiero che collega il borgo alla vicina comunità di Aschi Alto.
Successivamente, dall'unione dei due castelli, si formò il primitivo nucleo abitato, chiamato nel Medioevo Speron d'Asino, che nell'anno 1193 risultò essere un feudo di Simone di Capistrello, signore di alcuni castelli-recinto della Marsica insieme al fratello Crescenzio.
La torre cilindrica, che domina l'abitato ad un'altitudine di 1240 m s.l.m., risale al XIII secolo quando fu innalzata dai conti dei Marsi in concomitanza con l'espansione della contea di Celano, per controllare il vicino passo Sparnasio e in allineamento visivo con le analoghe strutture militari presenti intorno al lago Fucino. Superate le esigenze logistiche di controllo del territorio, in particolare del confine con la valle del Giovenco e l'Alto Sangro che per tutto il periodo medievale ha rappresentato un'importante via di comunicazione con i territori del sud Italia, il paese perse d'importanza strategica.
A livello amministrativo fu ufficialmente incluso al comune di Gioia dei Marsi dai primi anni dell'Ottocento; nel 1869 contava una popolazione di circa 220 unità, così come riportò lo storico locale Andrea Di Pietro.
Sperone è stato profondamente segnato dal sisma del 1915 che causò in tutta l'area del centro Italia oltre 30 000 morti, la distruzione pressoché totale di Avezzano e gravissimi danni in molti comuni marsicani. La faglia del Fucino che generò il sisma, infatti, presenta la terminazione meridionale con l'espressione superficiale ben visibile, sul monte Serrone dove sorge il paese originario che fu quasi completamente distrutto.
A causa dell'inadeguatezza della struttura urbana, semplice e frammentata, e della posizione di forte pendio delle abitazioni, una commissione di esperti decise di delocalizzare il paese. Sperone Nuovo fu così ricostruito più a valle, mentre il centro originario assunse la denominazione di Sperone Vecchio o Torre Sperone. Nel XX secolo le mutate condizioni socio-economiche spinsero gli abitanti a trasferirsi definitivamente, tra il 1963 e il 1971, presso il costruendo Borgo Sperone nella sottostante conca del Fucino.
Un progetto dal titolo Sperone. La Gioia che ri-torna, volto al recupero e alla rivitalizzazione del paese abbandonato è stato presentato nel 2011 dagli amministratori del comune di appartenenza.

## Monumenti e luoghi d'interesse

### Architetture religiose

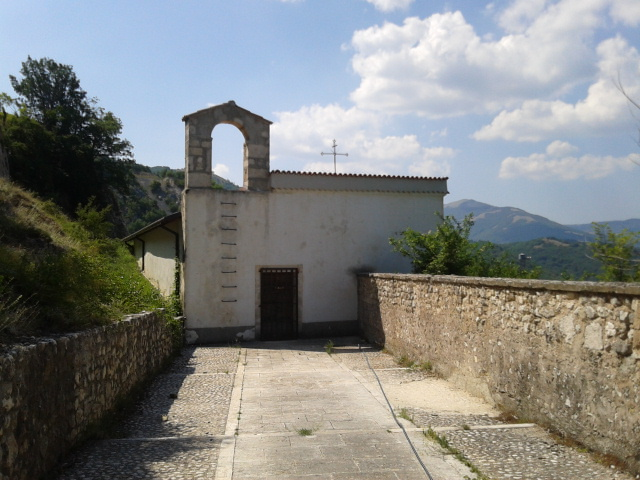
Antica chiesa di San Nicola

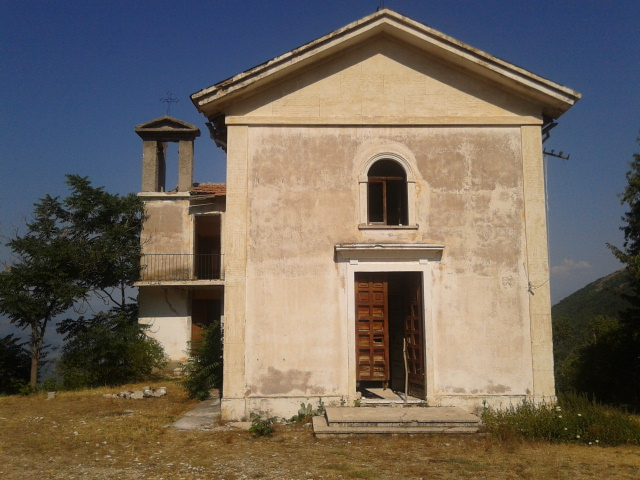
Chiesa di San Nicola edificata dopo il sisma del 1915

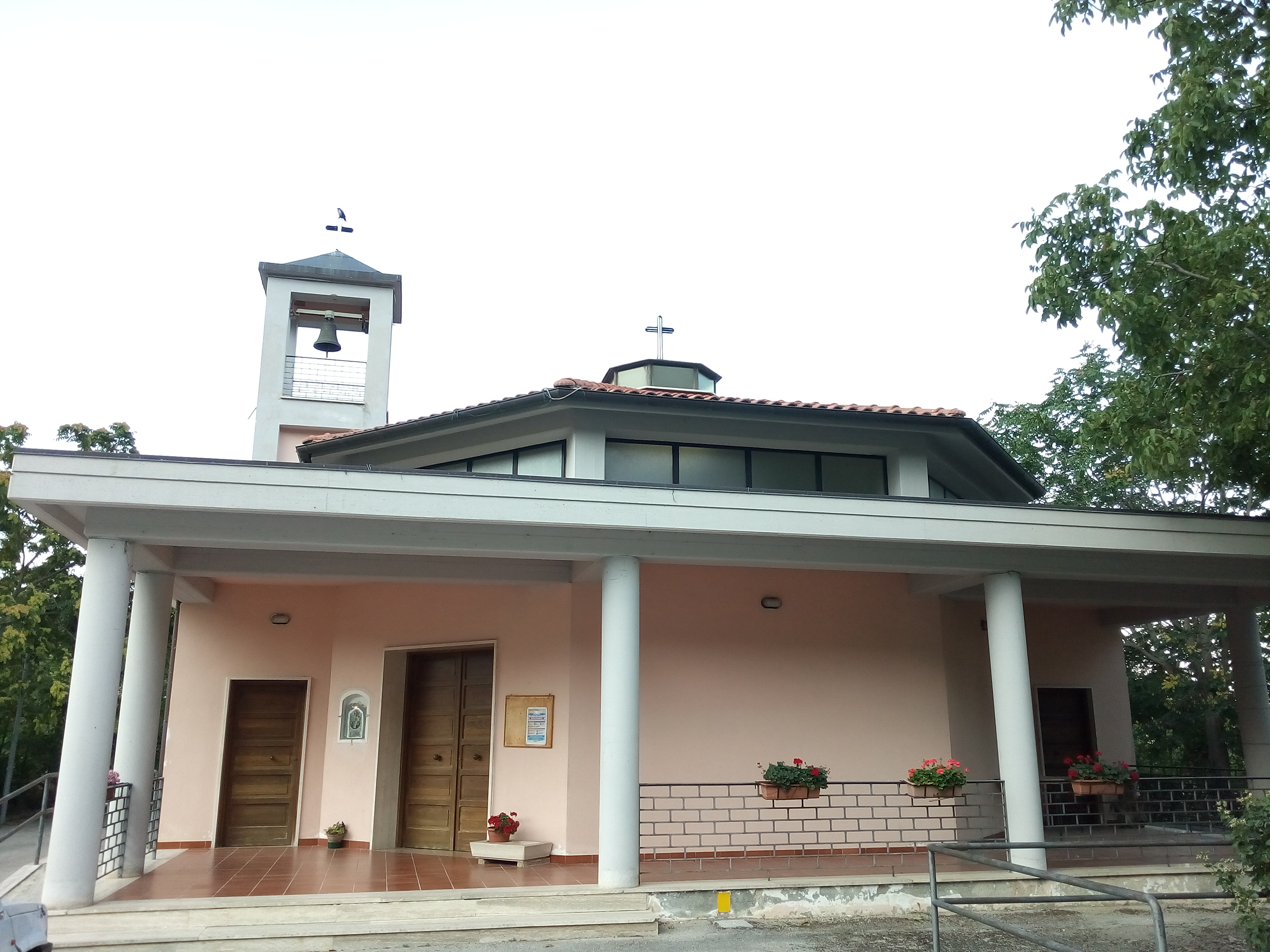
La moderna chiesa di San Nicola a Borgo Sperone

Antica chiesa di San NicolaÈ situata nei pressi della Fonte Grande, vicino all'originario abitato di Sperone. Risalente presumibilmente al XII secolo (Sancti Nicolai in Sperone), venne ampiamente ristrutturata nel 1989. A due navate e abside semicircolare sorge a circa 1200 m s.l.m. Ospita affreschi cinquecenteschi tra cui quello che raffigura san Nicola.
- Chiesa di San Nicola, edificata poco più in basso, nel nucleo abitato ricostruito dopo il sisma del 1915; venne inaugurata nel 1957[19].
- Chiesa di San Nicola, edificio di culto moderno situato a Borgo Sperone[20].

### Architetture militari
Torre medievaleEdificata nella seconda metà del XIII secolo dai conti dei Marsi per fini militari e di controllo della contea di Celano e del territorio del Fucino. Presenta le caratteristiche tipiche di una torre di avvistamento: di forma circolare con un diametro di circa 8 metri ed un'altezza di circa 16. La torre, gravemente danneggiata alla sua base dal sisma del 1915, rimase in bilico per diverse settimane prima di essere messa in sicurezza e del recupero statico. Collocata a 1144 m s.l.m. presenta due piani, uno inferiore e uno superiore.

### Siti archeologici
Tra i territori di Sperone Vecchio e di Gioia Vecchio sono venute alla luce testimonianze d'interesse archeologico come gli oppida di Castelluccio 1 e 2, Colle Arienzo in località Sauco di Sperone, Colle Bernardo in località Civita delle Bianche, Colle La Croce, Colle delle Cerese (detta anche "Rotale" o "Protole"), Vallo di San Nicola e i resti di necropoli di epoca romana come Alto le Ripe, Piano di San Nicola e, lungo il passo montano di Casali d'Aschi, a San Veneziano.

### Aree naturali
- Parco nazionale d'Abruzzo, Lazio e Molise
- Valle del Giovenco
- Geosito del monte Serrone (1371 m s.l.m.)[21][24]
- Rifugio La Panna[21]
- Anello di Sperone[14]
- Balcone Belvedere[25]

## Società

### Tradizioni e folclore
Ogni anno, nella domenica che segue il ferragosto (terza domenica di agosto), gli abitanti che vivono nel nuovo borgo organizzano un pellegrinaggio a piedi lungo la vecchia mulattiera che conduce a Sperone Vecchio portando lo stendardo di san Nicola, patrono del borgo. Nella seconda domenica di settembre si svolge, invece, la festa patronale in onore di san Nicola a Borgo Sperone.

## Cultura

### Cinema
Alcune scene del film Un mondo a parte di Riccardo Milani sono state girate a Sperone Vecchio.

### Cucina
Nel paese originario di Sperone si coltivavano per uso alimentare soprattutto i ceci, le cicerchie e le lenticchie. Tra i prodotti tipici del paese montano c'erano il pane di Solina e i formaggi.

## Sport

### Mountain bike
Una delle mete dei praticanti della mountain bike è il sentiero che si dirama da Aschi Alto per congiungersi dopo aver superato la fonte Davina alla torre e al borgo abbandonato di Sperone Vecchio. L'antica mulattiera si ricongiunge alla strada statale 83 Marsicana che collega l'area fucense alle località del parco nazionale d'Abruzzo, Lazio e Molise.

### Parapendio
Il borgo vecchio di Sperone rientra nella mappa d'interesse degli amanti del parapendio. La quota di decollo è posta a 1340 m s.l.m. sul colle La Panna, mentre quella di atterraggio si trova a Gioia dei Marsi a quota 729 metri di altitudine.